# Civitanova Marche
Civitanova Marche este un oraș-port și comună din provincia Macerata, regiunea Marche, Italia. cu o populație de cca 40.000 de locuitori.

## Demografie
Civitanova Marche - evoluția demografică

|  | Graficele sunt indisponibile din cauza unor probleme tehnice. Mai multe informații se găsesc la Phabricator și la wiki-ul MediaWiki. |

Date: Recensăminte sau birourile de statistică - grafică realizată de Wikipedia